# Вулиця Любарського
Вулиця Любарського — вулиця у місцевості Сахалин Амур-Нижньодінпровського району місто Дніпро. На початку вулиці, вулицею частково проходить межа з Індустріальним районом міста.

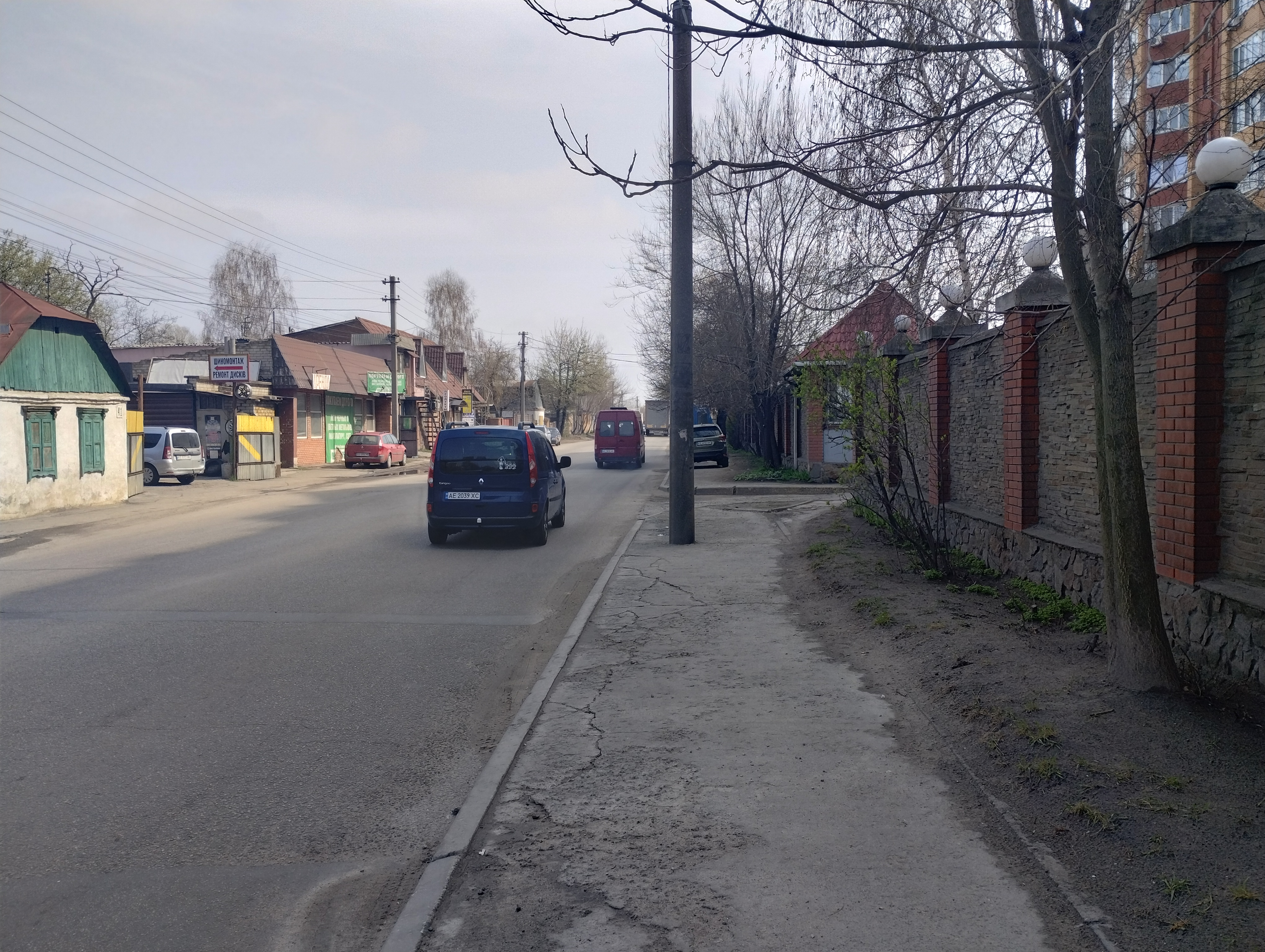
Вулиця Любарського

Вулиця рівнинна. Після Слобожанського проспекту є продовженням Мануйлівського проспекту. За залізничною гілкою на Мерефо-Херсонський міст, у місцевостях Бики й Вузол Самарському районі, вулиця Любарського продовжується Зимових походів.
Довжина вулиці — 2500 метрів.
Вулицею частково ходить трамвай №9.

## Історія
Вулиця була перейменована радянською владою на честь більшовика Івана Білостоцького.
Вулиця Білостоцького перейменована на вулицю Любарського розпорядженням виконуючого обов'язки міського голови Дніпропетровська № 897-р від 26 листопада 2015 року на честь дніпровського художника-ілюстратора дитячих книжок Володимира Любарського.

## Будівлі
- № 2а — Будівля-теплохід(майже зруйнована),
- № 2 — Швейне училище № 55,
- № 6 — Пожежна частина № 3,
- № 84 — Середня школа № 43,
- № 90 — заводський гуртожиток «Дніпроважпапірмашу» імені Артема,
- № 98 — Дніпровський завод важкого паперового машинобудування імені Артема,
- № 181 — Дніпровський стрілочний завод.

## Перехресні вулиці
- Мануйлівський проспект,
- Слобожанський проспект,
- Артільна вулиця,
- вулиця Олени Пчілки,
- Бердянська вулиця,
- Балакліївська вулиця,
- Каспійська вулиця,
- Стрілочна вулиця,
- Молодогвардійська вулиця.